# Белянинский
Белянинский — исчезнувший посёлок в Змеиногорском районе Алтайского края. На момент упразднения входил в состав Саввушинского сельсовета. Исключен из учётных данных в 2000 году.

## География
Располагался на правом берегу реки Харьковка, в 7,5 км к юго-западу от села Саввушка.

## История
Основан в 1896 г. В 1928 году состоял из 60 хозяйств, в поселке располагалась школа. В административном отношении входил в состав Миловановского сельсовета Змеиногорского района Рубцовского округа Сибирского края.
Постановлением Совета народных депутатов Алтайского края от 28.12.2000 № 382 посёлок исключен из учётных данных.

## Население
По переписи 1926 г. в поселке проживало 344 человека (164 мужчины и 180 женщин), основное население — русские.